# Skaryszew (gmina)
Pour les articles homonymes, voir Skaryszew.
Skaryszew est une gmina urbaine-rurale (gmina miejsko-wiejska) ou mixte de la powiat de Radom, dans la Voïvodie de Mazovie, dans le centre-est de la Pologne.
Son siège administratif (chef-lieu) est la ville de Skaryszew, qui se situe environ 12 kilomètres au sud-est de Radom (siège de la Powiat) et 103 kilomètres au sud de Varsovie (capitale de la Pologne).
La gmina couvre une superficie de 171,41 km2 pour une population de 13 356 habitants en 2006 avec une population de 3 989 habitants pour la ville de Skaryszew et une population de la partie rurale de la gmina de 9 367 habitants.

## Histoire
De 1975 à 1998, la gmina est attachée administrativement à la voïvodie de Radom.

Depuis 1999, elle fait partie de la voïvodie de Mazovie.

## Géographie
Outre la ville de Skaryszew, la gmina inclut les villages et localités de :

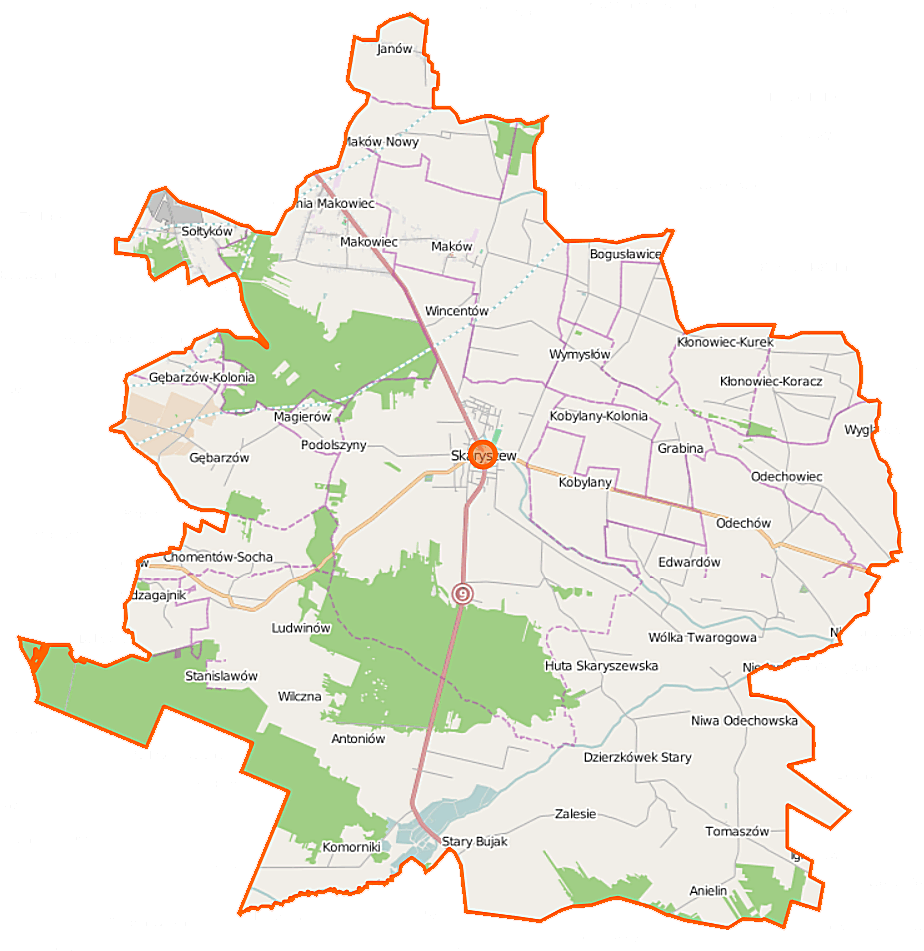
Plan de la gmina

- Anielin
- Antoniów
- Bogusławice
- Bujak
- Chomętów-Puszcz
- Chomętów-Socha
- Chomętów-Szczygieł
- Edwardów
- Gębarzów
- Gębarzów-Kolonia
- Grabina
- Huta Skaryszewska
- Janów
- Kazimierówka
- Kłonowiec-Koracz
- Kłonowiec-Kurek
- Kobylany
- Maków
- Maków Nowy
- Makowiec
- Miasteczko
- Modrzejowice
- Niwa Odechowska
- Nowy Dzierzkówek
- Odechów
- Odechowiec
- Podsuliszka
- Sołtyków
- Stary Dzierzkówek
- Tomaszów
- Wilczna
- Wólka Twarogowa
- Wymysłów
- Zalesie

### Gminy voisines
La gmina de Skaryszew est voisine des gminy suivantes :
- Gózd
- Ciepielów
- Iłża
- Kazanów
- Kowala
- Tczów
- Wierzbica

## Structure du terrain
D'après les données de 2002, la superficie de la commune de Skaryszew est de 171,41 km2, répartis comme telle :
- terres agricoles : 77%
- forêts : 17%

La commune représente 11,21% de la superficie du powiat.

## Démographie
Données du 30 juin 2004 :
| Description        | Total  | Total | Femmes | Femmes | Hommes | Hommes |
| ------------------ | ------ | ----- | ------ | ------ | ------ | ------ |
| Unité              | Nombre | %     | Nombre | %      | Nombre | %      |
| Population         | 13 159 | 100   | 6 604  | 50,2   | 6 555  | 49,8   |
| Densité (hab./km²) | 76,8   | 76,8  | 38,5   | 38,5   | 38,2   | 38,2   |